# Ökna kyrka

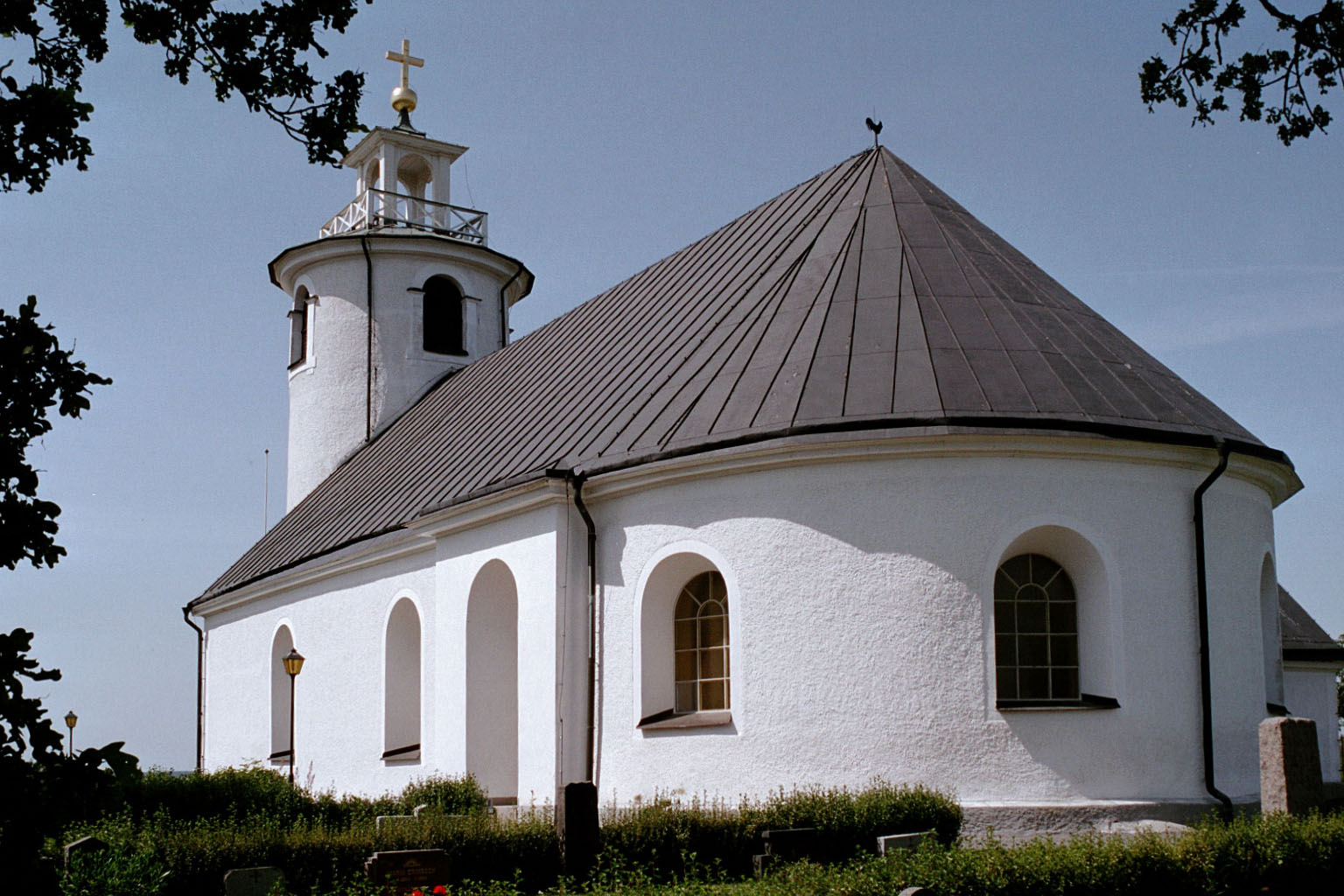
Ökna kyrka från sydöst.

Ökna kyrka är en kyrkobyggnad i Ökna i Växjö stift. Den är församlingskyrka i Alseda församling.

## Kyrkobyggnaden
Nuvarande kyrka byggdes 1766-1767 som en stenkyrka med runt torn (jfr. de fyra skånska kyrkorna Bollerups kyrka, Blentarps kyrka, Hammarlunda kyrka och Hammarlövs kyrka som också har runda torn). Tidigare fanns på samma ställe en träkyrka som trots reformationen byggdes under Gustav Vasas regeringstid 1559. Denna kyrka som i egentligen var ett litet kapell eftersom Ökna var kapellförsamling under Alseda visade sig under 1700-talet vara för liten och bristfällig. En ny kyrka ansågs nödvändig. En tavla inne i kyrkan upplyser om att "Grunden till detta Herrens tempel lades den 10 juni 1766". Under ledning av murmästarna Sven Johansson i Graneberg, Lars Krasse i Ämmaryd och byggmästare Erik Ekelund uppfördes kyrkan. Det blev en salkyrka som avslutades med ett brett rundformat kor i öster. En sakristia byggdes på norrsidan. Den nedre delen av det runda tornet i väster kan möjligen ha funnits redan innan den nya kyrkan byggdes och utgjort en del av en murad klockstapel tillhörande det gamla kapellet. Kyrkan invigdes 1767 av biskop Olof Osander. Det dröjde till 1837 innan tornet påbyggdes och fick sin slutliga utformning med öppen lanternin krönt av ett kors. I kortakets valv och över läktaren har framtagits två målningar tillskrivna målaren Justelius, Eksjö, utförda 1772. Målningen i koret är ett motiv av en kvinna som bär ett kors. Det andra takmotivet ovanför läktaren visar en kvinna med änglavingar samt ett avhugget manshuvud. Det verkar som om en omändring av kyrkan skett början av 1850-talet då det i en notis omtalas som Ökna nya kyrka i samband med en orgelinvigning.

## Inventarier
- Fristående altare tillkom 1989-90.
- Altartavlan skildrar hur Jesus tas ned från korset och målades 1840 av Sven Gustaf Lindblom. Tavlan är en kopia av David von Krafts altartavla i Kalmar domkyrka med motiv: ”Nedertagandet från korset”. Tavlan ingår i en altaruppställning bestående av pilastrar med förgyllt överstycke.
- Altarringen med svarvade balusterdockor ersatte en tidigare 1900.
- Predikstolen av enkelt rundformat slag med ljudtak och uppgång från sakristian är från 1828 och tillverkad av Israel Wennerholm. På väggen bakom predikstolen ett krucifix från 1600-talet.
- Den gamla kyrkans altartavla som föreställer Jesu födelse är uppsatt på södra väggen. Den är utförd av okänd konstnär.
- Del av läktarbarriär från den tidigare kyrkan med tre apostlagestalter, uppsatt på norra långväggen.
- Öppna kyrkbänkar från 1989-90 efter 1899 års bänkinredning.
- Orgelläktare prydd med ornament i mittstycket.

## Orglar
- Läktarorgeln är ursprungligen byggd 1838-40 av Sven Nordström, Norra Solberga.
- 1854 byggdes en orgel av Johan Nikolaus Söderling, Göteborg, med 14 stämmor. Den invigdes 20 augusti 1854.[2]
- 1949  ersattes orgeln av ett nytt verk  med 17 stämmor byggt av Åkerman & Lund, Sundbybergs stad.
- 1985 byggdes en mekanisk orgel som en rekonstruktion av 1838 års orgel av Nye Orgelbyggeri, Nye. Fasaden och större delen av pipverket härrör från denna orgel. Labialstämmorna är delade vid H/c0.

Disposition:
| Manual C-f³         | Pedal C-g°  |
| Gedakt 8' B (C-H)   | bihängd     |
| Principal 8' D      | Sperrventil |
| Fleut dè Amour 8' D |             |
| Fugara 8' D         |             |
| Octava 4'           |             |
| Flöjt 4'            |             |
| Qvinta 3'           |             |
| Octava 2'           |             |
| Trompet 8' B/D      |             |

- Kororgel byggd 1996 av Gösta Gustavsson, Åmjölkesbo.

Disposition:
| Manual I(C-g³) | Manual II(C-g³) | Pedal(C-f¹) | Koppel |
| Principal 8'   | Gedakt 8'       | Subbas 16'  | I/P    |
| Octava 4'      | Rörflöjt 4'     |             | II/P   |
| Octava 2'      | Blockflöjt 2'   |             | II/I   |
| Mixtur 3 chor  |                 |             |        |

- Se Ökna kyrkas orglar

## Kyrkogård

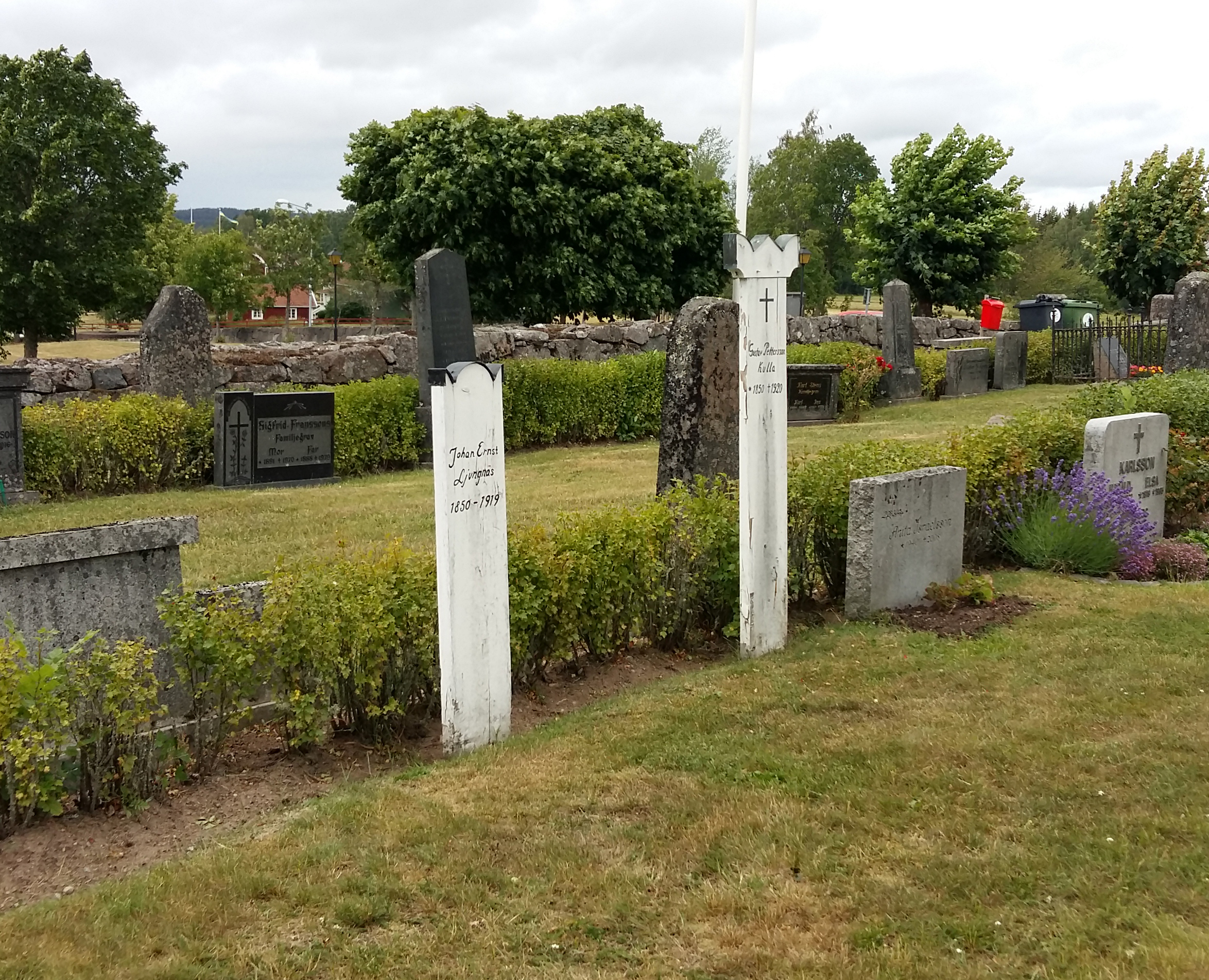
Gravstavar på Ökna kyrkogård.

På 1800-talet blev det vanligt att sätta upp trästavar som markörer vid gravarna. På Ökna kyrkogård har det funnits många sådana gravstavar. Tidigare komministern i Ökna Hilding Bjurgert skriver: "Kyrkogården i Ökna var alldeles översållad av stavar, har jag hört sägas". Numera återstår endast två (2019).